# Bere da una scarpa

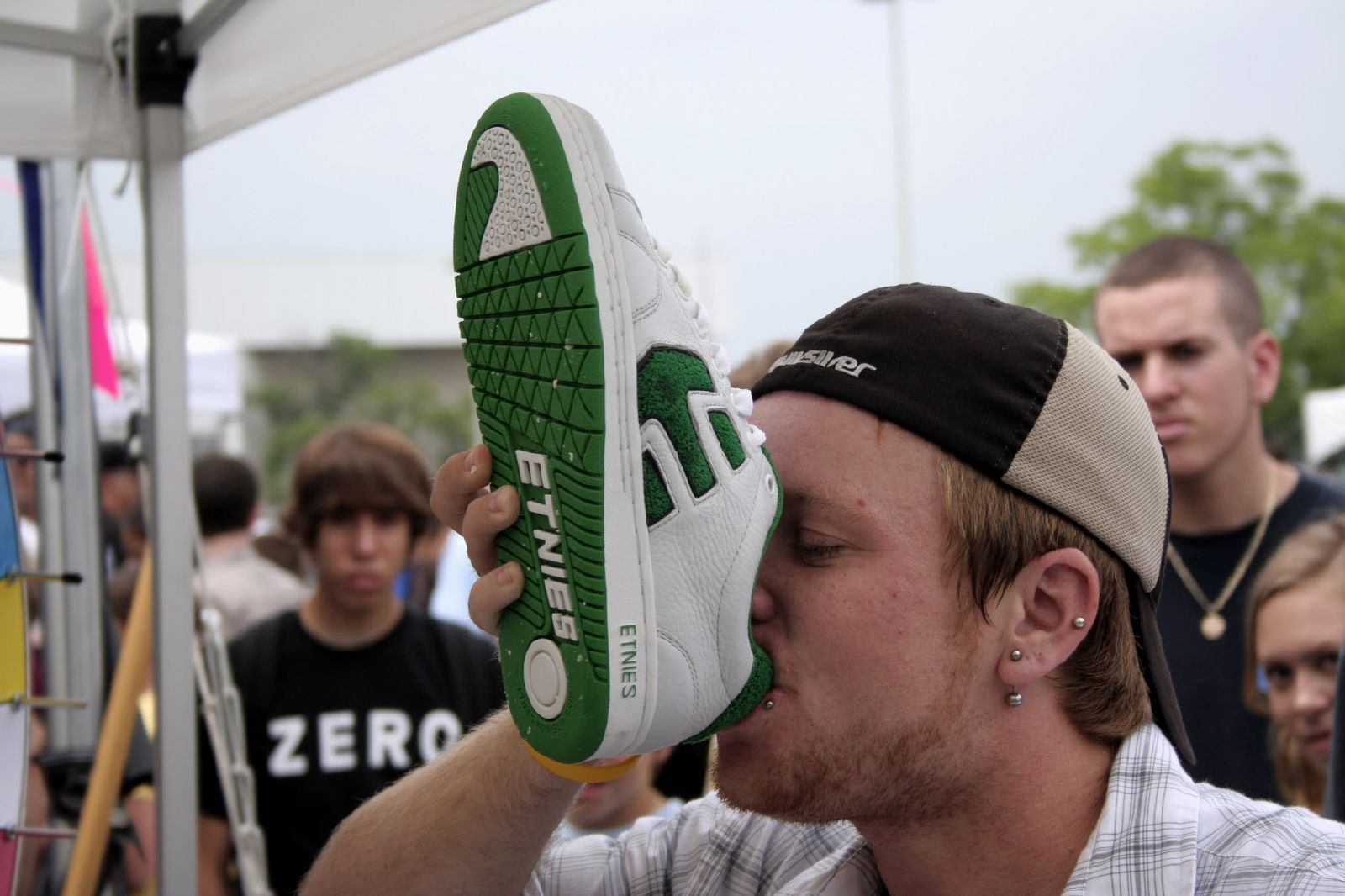
Persona intenta a bere da una scarpa durante un festival musicale

L'atto di bere da una scarpa è storicamente eseguito come auspicio di buona fortuna o come atto di iniziazione. Agli inizi del XX secolo bere champagne dalla scarpetta di una ballerina era divenuto metafora di decadenza. Bere birra dalla scarpa di una persona è un rituale comune in feste ed eventi in Australia, dove è conosciuto come shoey.

## Storia
Il gesto di bere da una scarpa come auspicio di buona fortuna risale al medioevo.
Nel XX secolo, l'atto di bere champagne da una scarpetta femminile è divenuto metafora di sofisticazione e decadenza. Si ritiene che la pratica nacque nel 1902 all'Everleigh Club, una casa d'appuntamenti di alto bordo a Chicago, quando la scarpetta di una ballerina cadde sul pavimento, e un membro dell'entourage del principe Enrico di Prussia la raccolse e la usò per bere champagne.

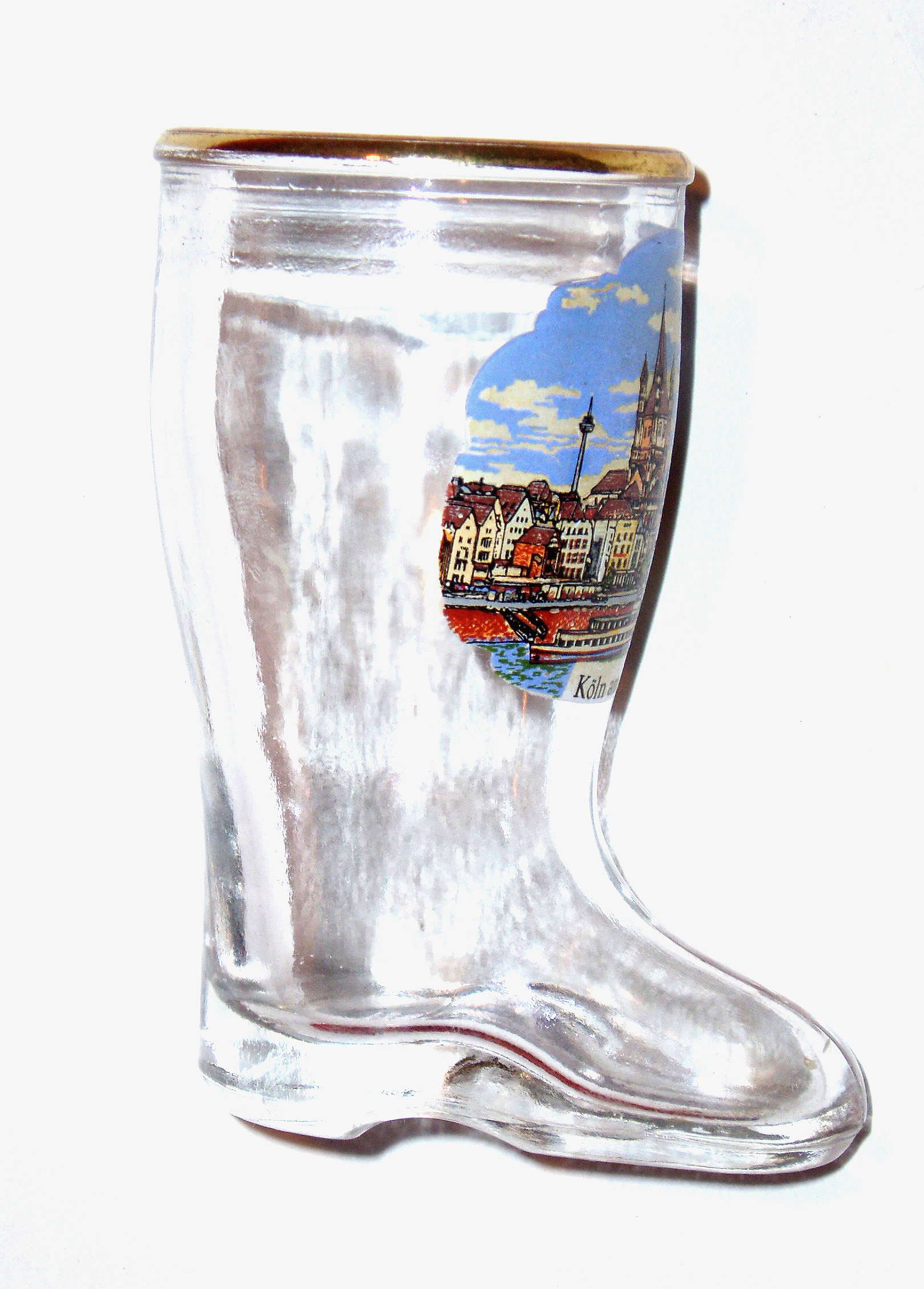
Un Bierstiefeln di vetro

Bere dalla scarpa di un commilitone era un rituale di iniziazione tradizionale nell'esercito tedesco, ed era annoverato come usanza il bere dalla scarpa di un generale dopo una vittoria. Nel corso della prima guerra mondiale si diceva che i soldati fossero soliti passare uno stivale in pelle riempito di birra, come gesto di buon auspicio, prima di una battaglia, picchettando lo stivale con un dito prima e dopo la bevuta.
Il Bierstiefeln è un bicchiere da birra tedesco in vetro a forma di stivale che, secondo la tradizione, sarebbe stato creato da un generale prussiano che avrebbe promesso ai suoi soldati di bere birra dal suo stivale in caso di vittoria. Dopo la vittoria il generale ci avrebbe ripensato, facendo costruire un bicchiere a forma di stivale per celebrare.
Lo shoey è un rituale popolare in Australia,  nel quale una persona impiega come bicchiere una propria scarpa, o la scarpa di un altro presente. La scarpa viene solitamente riempita di birra, tuttavia anche altre bevande sono talvolta usate allo scopo. Secondo il pilota australiano Daniel Ricciardo "se lo spumante è freddo, è buono. Se è caldo invece si può sentire il sudore, ma il freddo copre i cattivi sapori...".

## Shoey nello sport

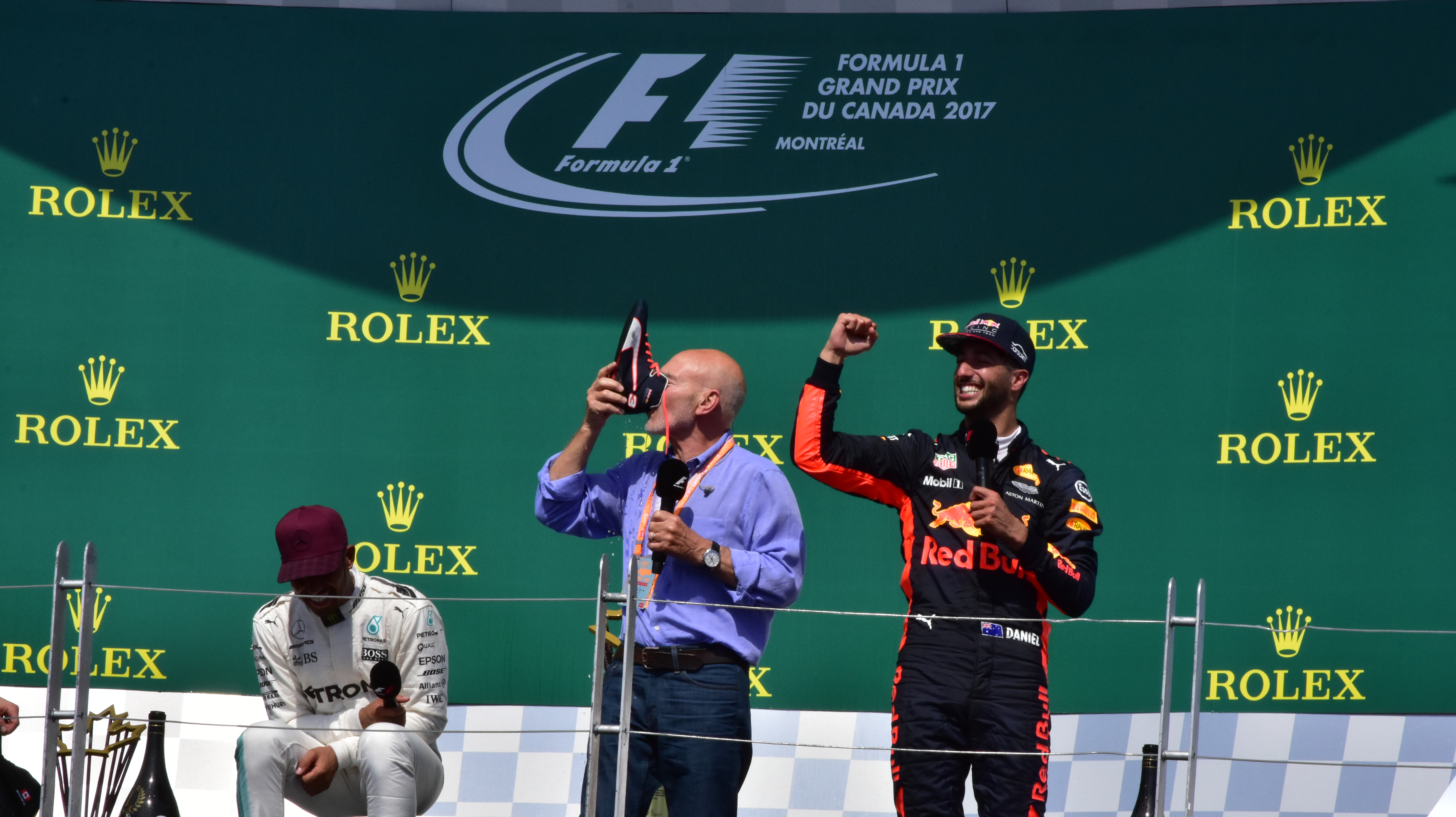
Patrick Stewart esegue uno shoey al Gran Premio del Canada 2017

Lo shoey è divenuto molto popolare in Australia nel 2015, quando il pilota Supercars David Reynolds vinse la sua prima gara non-endurance, e per celebrare sul podio bevette lo champagne da una sua scarpa. Nel 2016 il fenomeno divenne famoso a livello internazionale, quando il pilota di MotoGP australiano Jack Miller celebrò la sua prima vittoria nella massima categoria bevendo champagne dalla sua scarpa, il 26 giugno 2016 ad Assen. Valentino Rossi è stato il primo pilota non australiano a celebrare con uno shoey, nel podio del Gran Premio di San Marino 2016.
Daniel Ricciardo introdusse la pratica in Formula 1 nel 2016, quando celebrò con uno shoey il suo podio al Gran Premio di Germania 2016, ripetendo il gesto in Belgio insieme a Mark Webber. Sul podio del Gran Premio della Malesia 2016 Ricciardo condivise il gesto con il compagno di squadra Max Verstappen, il terzo classificato Nico Rosberg, e il direttore della scuderia Christian Horner. Ricciardo ha condiviso il gesto con l'attore scozzese Gerard Butler in occasione del Gran Premio degli Stati Uniti d'America, con sir Patrick Stewart sul podio del Gran Premio del Canada 2017, con il debuttante Lance Stroll al suo primo podio in occasione del Gran Premio d'Azerbaigian 2017, vinto da Ricciardo, con Lewis Hamilton nel Gran premio dell'Emilia-Romagna 2020, e infine con Lando Norris e Zak Brown nel Gran Premio d'Italia 2021, nel quale ottiene una vittoria.
Questa pratica è stata resa celebre anche nel mondo delle arti marziali miste grazie al lottatore australiano Tai Tuivasa, noto peso massimo della UFC, il quale è solito usare lo shoey come rito di celebrazione di ogni sua vittoria.